# ファウジ・シャウシ
ファウジ・シャウシ（Faouzi Chaouchi, 1984年12月5日 - ）は、アルジェリア出身のサッカー選手。ポジションはゴールキーパー。

## 来歴
2010 FIFAワールドカップ・アフリカ予選プレーオフでは正GKのルネス・ガウアウィが累積警告で出場停止だった為、代役として出場。安定したキャッチングを武器に勝利に貢献し、2010 FIFAワールドカップ本大会へと導いた。アフリカネイションズカップ2010ではガウアウィが怪我で欠場し、シャウシに正ゴールキーパーの座が巡りこんできた。しかし準決勝のエジプト戦では退場処分となり、チームも0-4と惨敗し戦犯の一人となってしまった。

## 代表歴

### 出場大会
- アルジェリア代表
  - 2010 FIFAワールドカップ

### 試合数
- 国際Aマッチ 15試合 0得点（2008年-2018年）[1]

| アルジェリア代表 | 国際Aマッチ | 国際Aマッチ |
| 年               | 出場        | 得点        |
| ---------------- | ----------- | ----------- |
| 2008             | 1           | 0           |
| 2009             | 2           | 0           |
| 2010             | 8           | 0           |
| 2011             | 0           | 0           |
| 2012             | 0           | 0           |
| 2013             | 0           | 0           |
| 2014             | 0           | 0           |
| 2015             | 0           | 0           |
| 2016             | 0           | 0           |
| 2017             | 1           | 0           |
| 2018             | 3           | 0           |
| 通算             | 15          | 0           |

## タイトル
JSカビリー
- アルジェリアン・シャンピオナ・ナシオナル
  - 2007-08

ESセティフ
- ノース・アフリカン・カップ・オブ・チャンピオンズ
  - 2009

- アルジェリアン・カップ
  - 2009-10